# هايستر

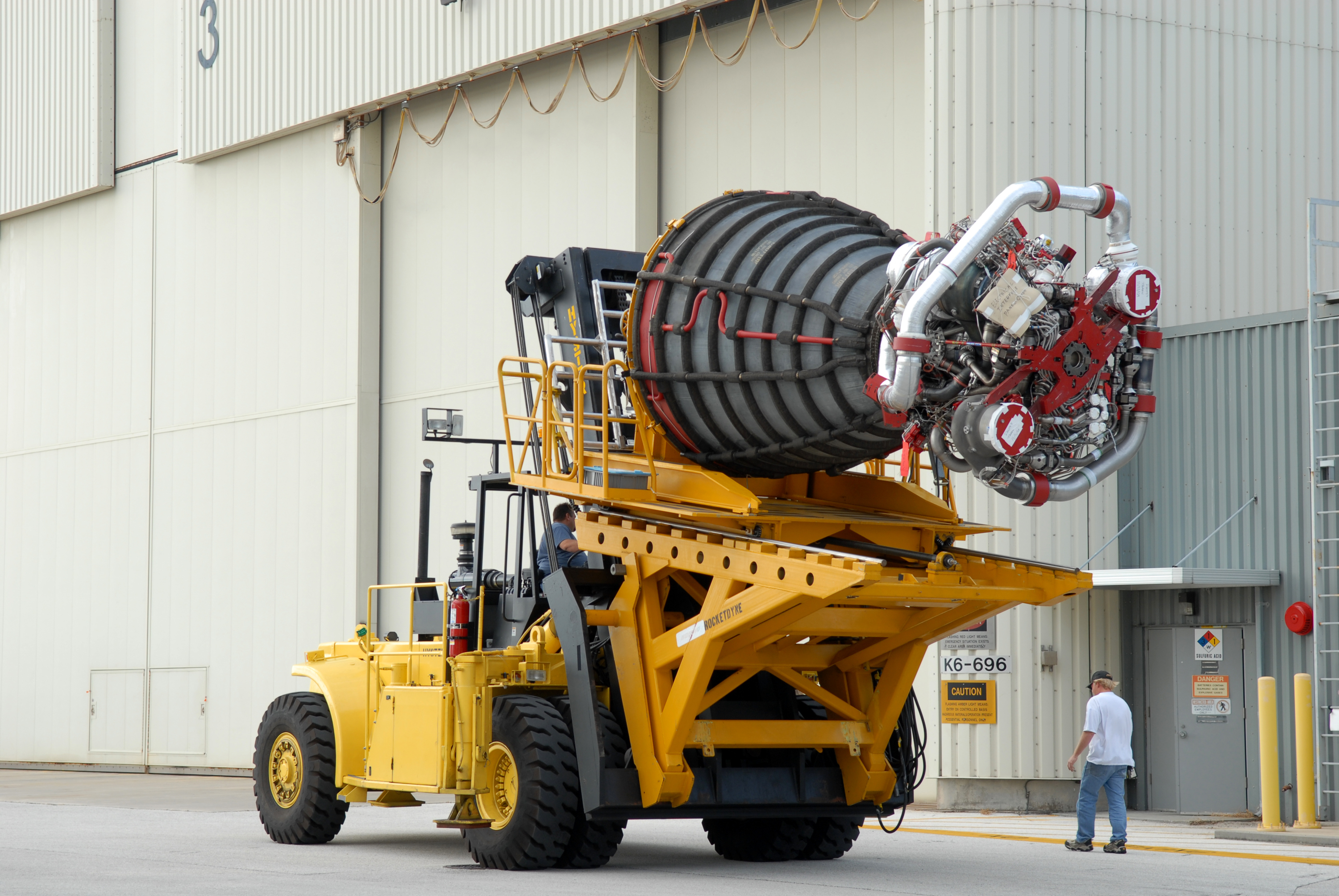
One Space Shuttle المحرك الرئيسي على رافعة شوكية Hyster الخاصة

هايستر هي شركة تصنيع أمريكية متخصصة في الرافعات الشوكية وغيرها من معدات مناولة المواد. تأسست في عام 1929 باسم شركة ويلالميستد- إريستد في بورتلاند، أوريغون. تم شراء الشركة في عام 1989 من قبل شركة ناكو للصناعات. وأصبحت جزءًا من مجموعة ناكو لمناولة المهمات. انطلقت ناكو من أعمال مناولة المواد في عام 2012 باسم هايستر - يال لمناولة المهمات، التي تواصل تسويق المنتجات تحت اسم العلامة التجارية هايستر .

## روابط خارجية
- الموقع الرسمي